# Castelnuovo di Garfagnana
Castelnuovo di Garfagnana ist eine italienische Gemeinde mit 5622 Einwohnern (Stand 31. Dezember 2023) in der Provinz Lucca in der Toskana. Sie ist der Hauptort der Garfagnana.

## Geografie

Lage der Gemeinde in der Provinz Lucca

Die Gemeinde liegt in der Landschaft der Garfagnana etwa 30 km nördlich der Provinzhauptstadt Lucca und rund 77 km nordwestlich der Regionalhauptstadt Florenz in der klimatischen Einordnung italienischer Gemeinden in der Zone E, 2 234 GG. Das Ortszentrum von Castelnuovo di Garfagnana liegt im oberen Serchiotal am Zufluss des Torrente Turrite Secca (9 von 21 km im Gemeindegebiet, rechter Zufluss) in den Fluss Serchio (9 von 106 km im Gemeindegebiet) westlich des Serchio (rechtsseitig) und nördlich des Turrite Secca.
Zum Gemeindegebiet gehören die Ortsteile (Frazioni) Antisciana (407 m, ca. 100 Einwohner), Cerretoli (535 m, ca. 70 Einwohner), Colle (727 m, ca. 50 Einwohner), Gragnanella (498 m, ca. 80 Einwohner), Croce-Stazzana (894 m, ca. 60 Einwohner), Metello (850 m, ca. 20 Einwohner), Monterotondo (481 m, ca. 15 Einwohner), Palleroso (511 m, ca. 85 Einwohner) und Rontano (633 m, ca. 50 Einwohner). Der Hauptort Castelnuovo di Garfagnana hat ca. 5000 Einwohner.
Die Nachbargemeinden sind Camporgiano, Careggine, Fosciandora, Gallicano, Molazzana und Pieve Fosciana.

## Geschichte

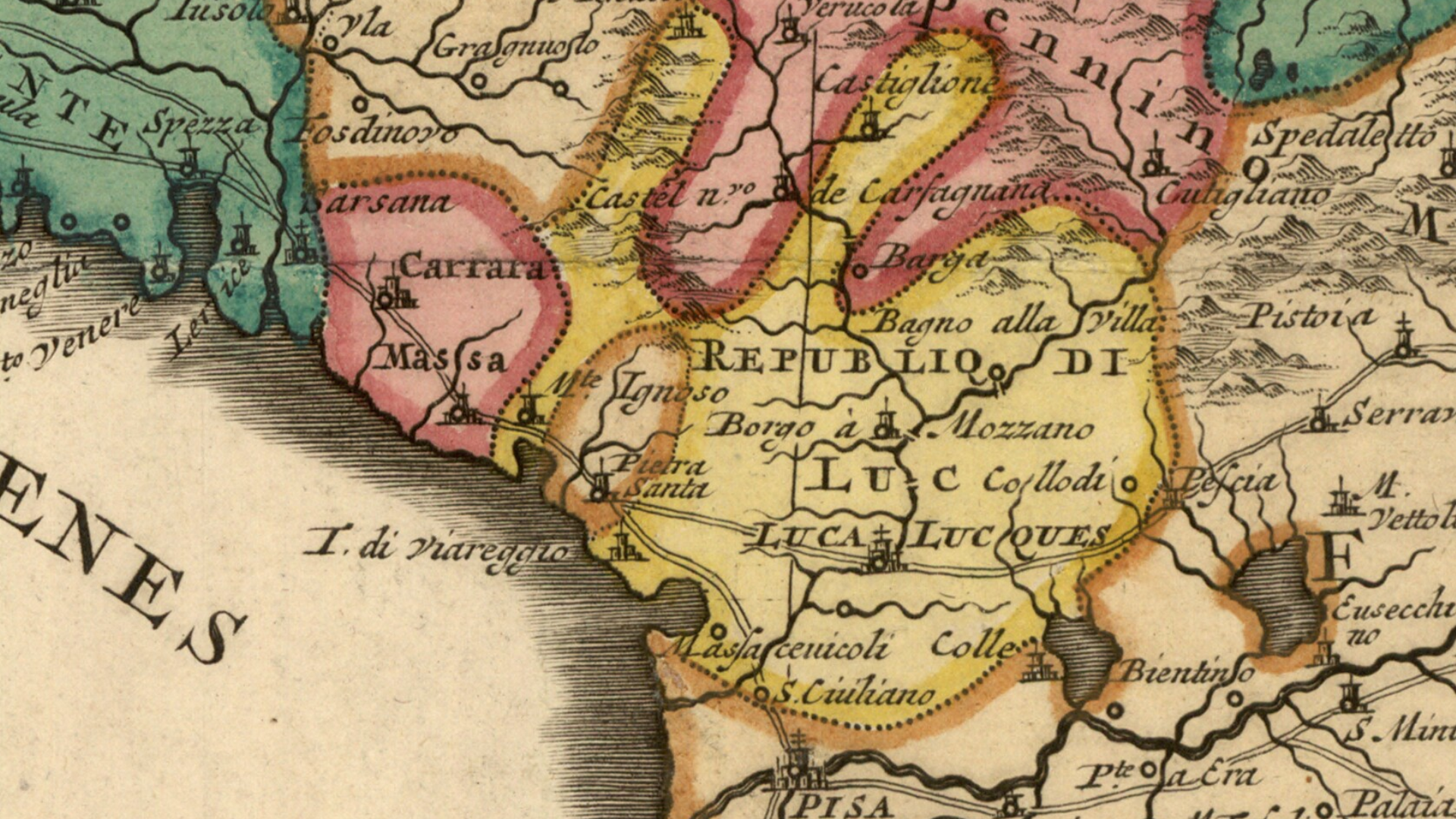
Lage von Castelnuovo di Garfagnana an der Grenze zur Republik Lucca, auf einer Karte von Nicolas Sanson aus dem 17. Jahrhundert

Erstmals erwähnt wurde der Ort 740 in einem Dokument des Erzbistums Lucca. 991 wies Gherardo, Bischof von Lucca, den Ort den Gherardinghi (Conti della Verruca) zu. Am Ende des 13. Jahrhunderts konnte Lucca den Ort einnehmen und ließ durch Castruccio Castracani den Ort befestigen. Wenige Jahre später wurde auch die Rocca durch Paolo Guinigi verstärkt und der Turm errichtet. 1430 stand der Ort im Zentrum des Konfliktes zwischen Florenz und Lucca und suchte bei Niccolò III. d’Este aus der Familie der Este aus Ferrara Schutz. 1512 wurde der Ort von Francesco Maria I. della Rovere besetzt, der allerdings die Rocca nicht einnehmen konnte. Von 1521 an regierten die Medici aus Florenz den Ort, doch nach dem Tod ihres Papstes Leo X. im gleichen Jahr ging der Ort wieder an die Este, die hier von Alfonso I. d’Este geführt wurden. Statthalter von 1522 bis 1525 war Ludovico Ariosto. Die Herrschaft der Este ging bis zur Zeit der Besetzung Italiens durch Napoleon Bonaparte. In dieser Zeit herrschte seine Schwester, Elisa Baciocchi, über die Garfagnana. Nach der Niederlage Napoleons ging der Ort 1814 wieder in den Machtbereich Modenas über.

## Sehenswürdigkeiten

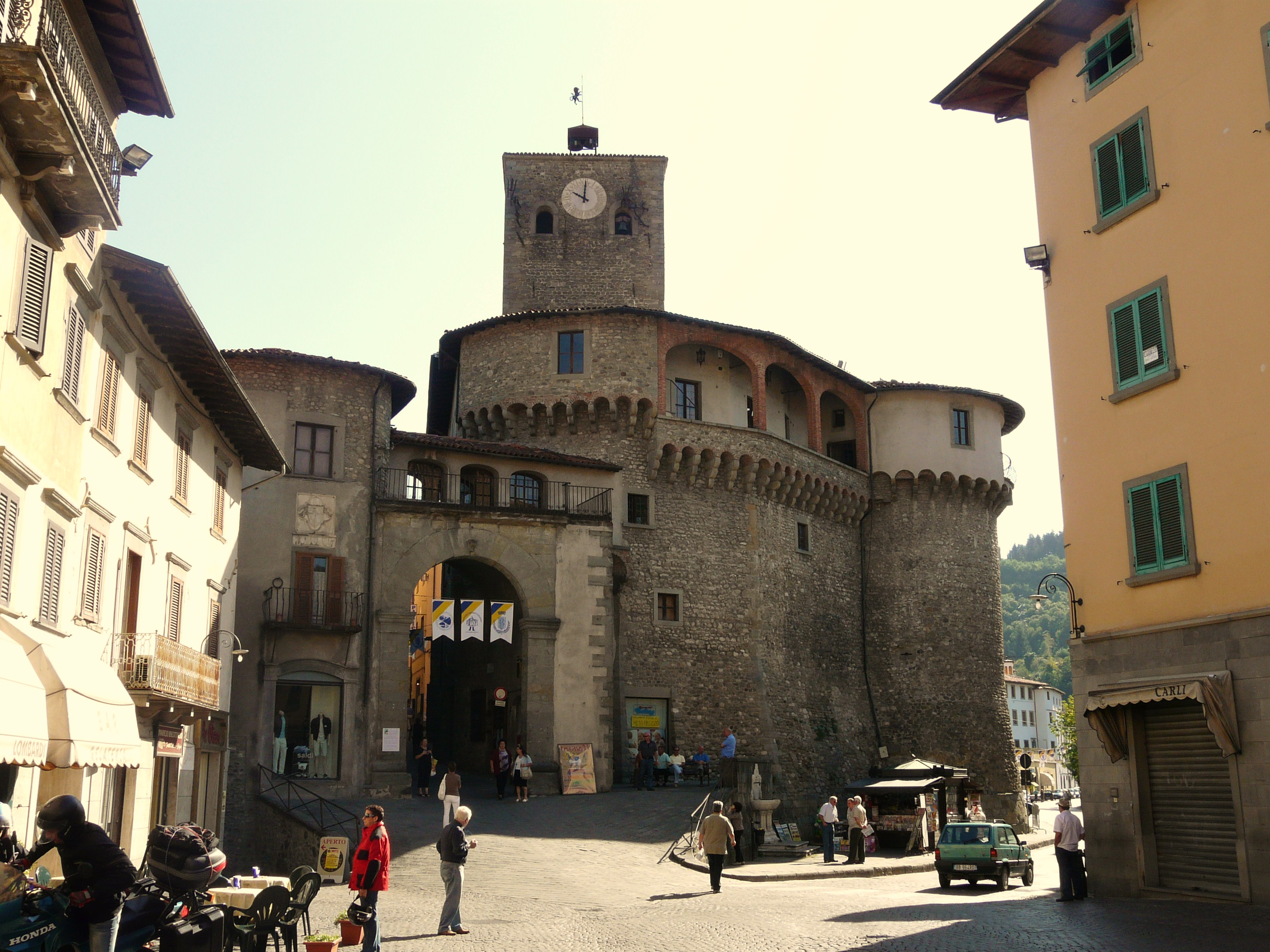
Die Burg Rocca Ariostesca mit dem Stadttor Porta Calcinaia

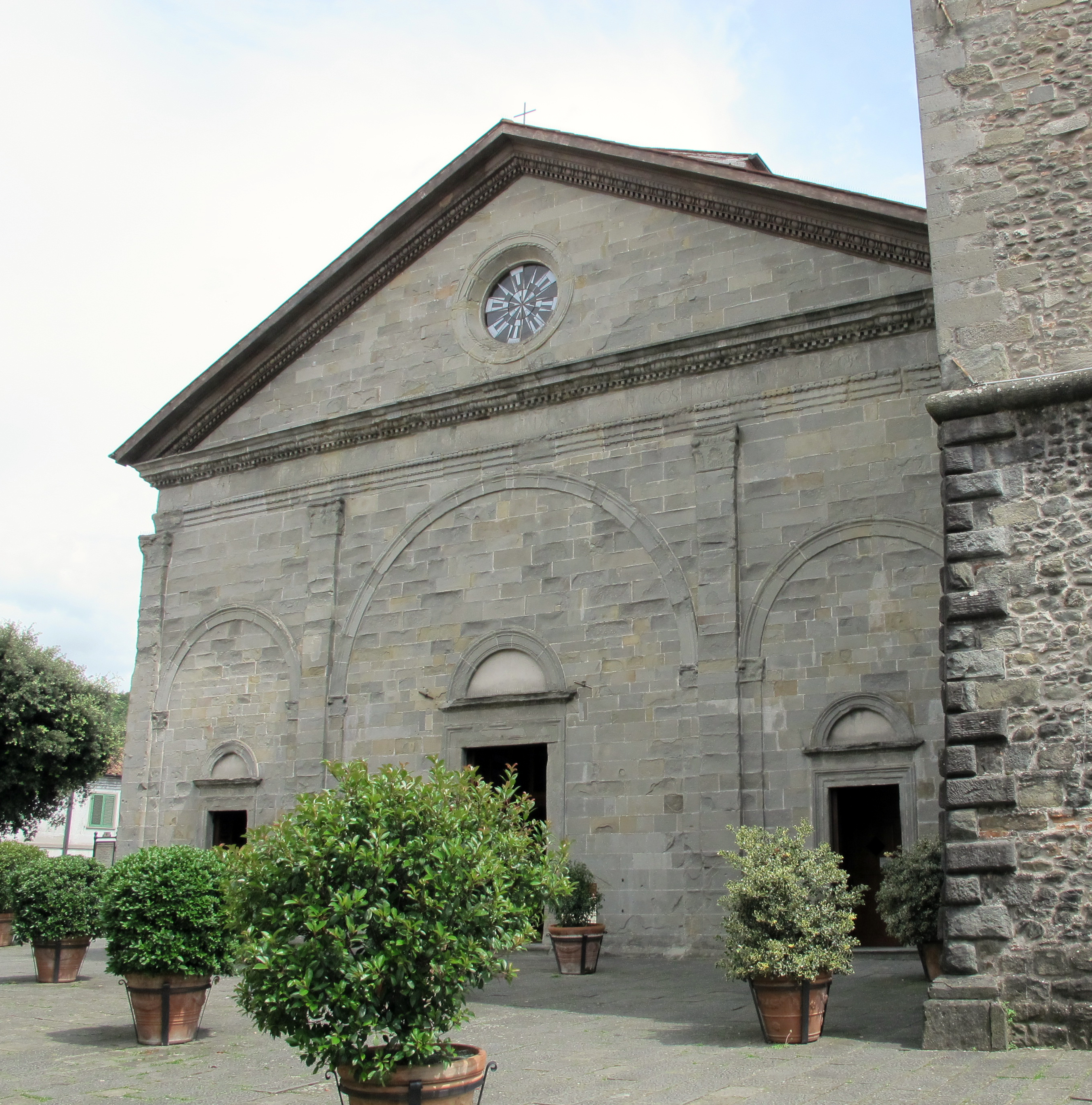
Der Dom Pietro e Paolo

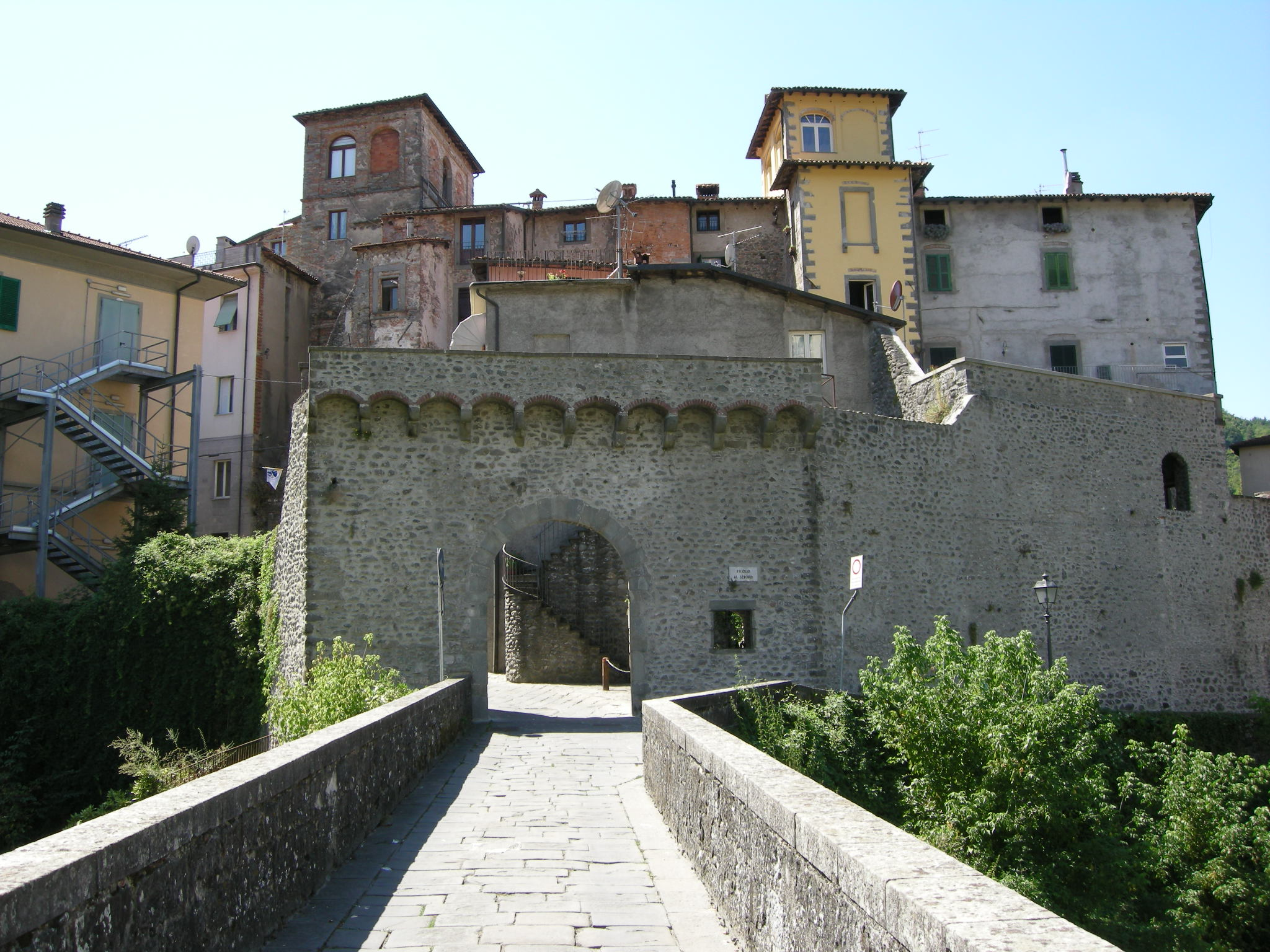
Porta und Ponte di Castruccio (über den Serchio)

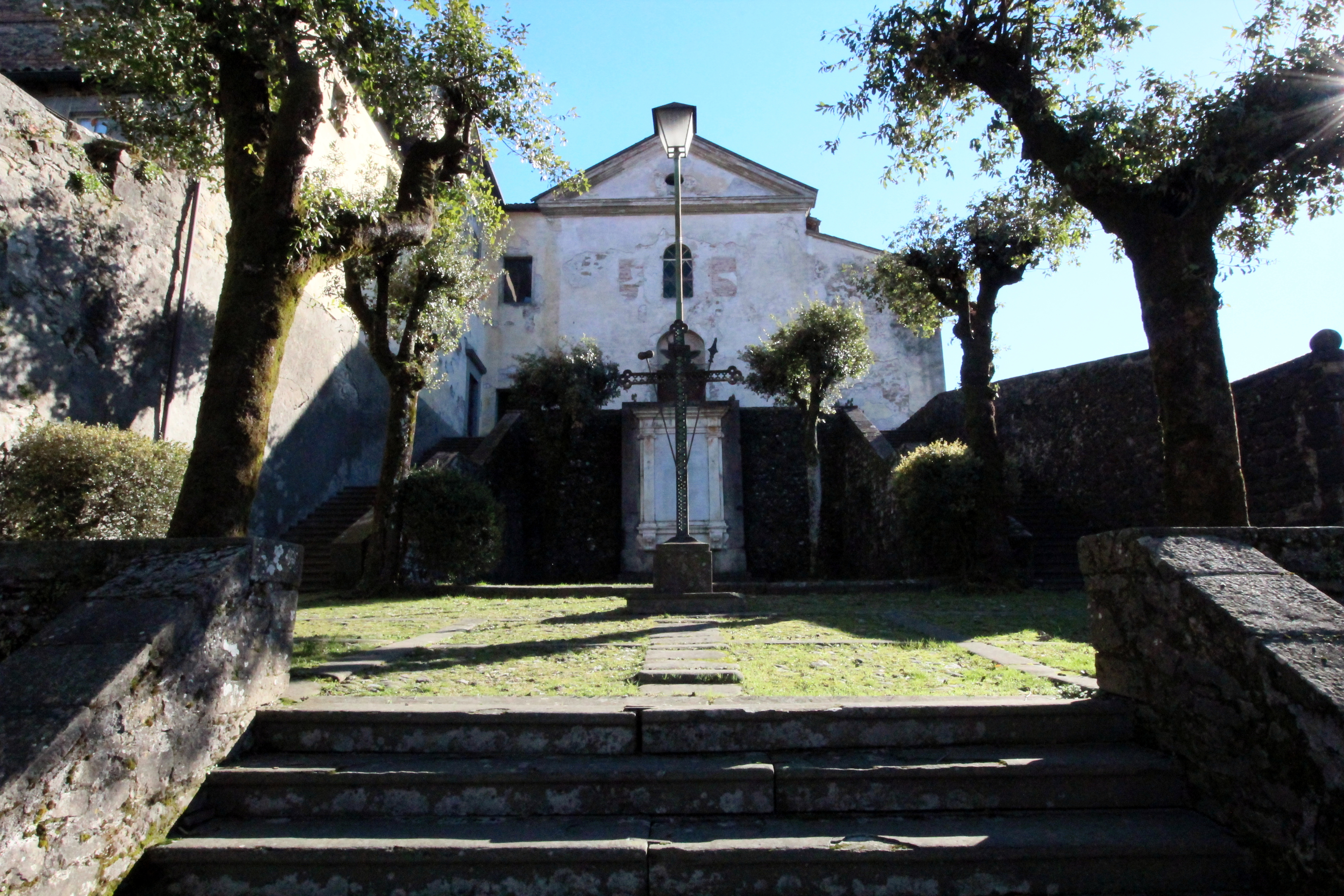
Das Kloster Convento dei Cappuccini

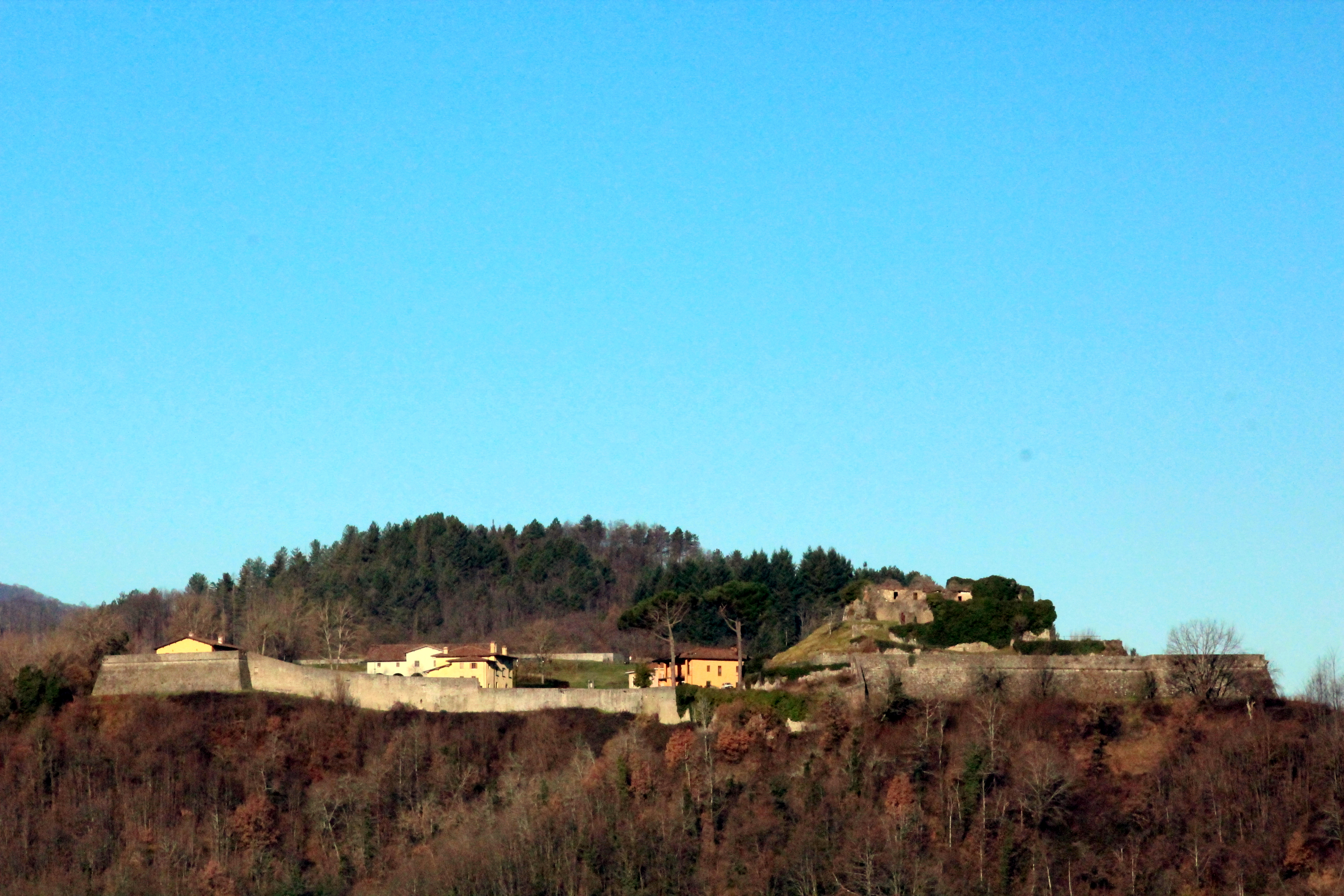
Fortezza di Mont'Alfonso oberhalb der Stadt

- Rocca Ariostesca, Befestigungsanlage aus dem 11. Jahrhundert innerhalb der Stadtmauern. Namensgeber war  Ludovico Ariosto.
- Stadtmauern aus dem späten 13. Jahrhundert, die durch Castruccio Castracani entstanden, mit den Stadttoren:[6]
  - Porta Calcinaia, Stadttor an der Rocca Ariostesca.
  - Porta Vecchia, heute nur noch teilweise vorhandenes Stadttor.
  - Porta di Castruccio, auch Porta Miccia oder Porta di Santa Lucia genannt
- Duomo dei Santi Pietro e Paolo, Hauptkirche innerhalb der Stadtmauern. Die Kirche San Pietro entstand schon vor 740 und unterstand bis 1398 der Pieve in Pieve Fosciana.[8] 1504 wurde der Dom neu gebaut. Er enthält von Santi di Tito das Leinwandgemälde Assunzione und von Giovanni Antonio Sogliani das Werk Madonna con i Santi Giacomo e Andrea.[7]
- Ponte di Castruccio, auch Ponte Santa Lucia genannt, Brücke über den Serchio, die der Porta Castruccio anliegt.
- Madonna del Ponte, Kirche an der Brücke des Serchio auf der linke Seite des Flusses.
- Palazzo Azzi
- Teatro Alfieri, 1860 durch Giovanni Carli und Antonio Vittoni entstandenes Theater auf der linken Seite des Serchio, das nach Vittorio Alfieri benannt wurde. Die erste Aufführung fand am 22. August 1860 statt, als die Oper  La straniera von Vincenzo Bellini aufgeführt wurde.[9]
- Convento dei Cappuccini (Cappuccini del Monte Calvario[3]), Kloster auf der linken Seite des Serchio kurz außerhalb der Stadtmauern. Entstand 1635[3] durch Alfonso III. d’Este, der hier auch verstarb und seine letzte Ruhe fand.[7]
- Fortezza di Mont’Alfonso (auch Montalfonso geschrieben), Befestigungsanlage mit sieben Verteidigungstürmen. Sie liegt oberhalb des Ortes bei 453 m und entstand 1579 durch Alfonso II. d’Este über den Resten einer älteren Anlage.[7]
- Chiesa di San Prospero, Kirche im Ortsteil Antisciana, die bereits 1168 in einem Schriftstück von Papst Alexander III. dokumentiert wurde.[10]
- Rocca di Antisciana, ehemalige Burg im Ortsteil Antisciana. Heute sind nur noch Überreste der Burg und der Befestigungsmauern zu sehen.[11]
- Chiesa di San Michele Arcangelo, bereits um 1178 erwähnte Kirche im Ortsteil Colle.[12]
- Chiesa di San Bartolomeo, Kirche im Ortsteil Gragnanella. Bereits 1168 dokumentiert.[13]
- Chiesa dei Santi Martino e Rocco, Kirche im Ortsteil Palleroso. Ebenfalls 1168 erwähnt.[14]
- Castello di Palleroso, Befestigungsanlage im Ortsteil Palleroso. Wurde bereits 1376 als Castrum Pallarosi in einem Dokument von Karl IV. erwähnt. Heute nur noch als Ruine mit Teilen des Turms und Teilen der Wehrmauer mit Tor vorhanden.[11]
- Oratorio di San Rocco, Oratorium im Ortsteil Palleroso.
- Chiesa di San Donato, bereits 1168 erwähnte Kirche im Ortsteil Rontano.[15]

## Persönlichkeiten
- Pietro Campori (1553–1643), Kardinal und Bischof
- Giovanni Di Lorenzo (* 1993), Fußballspieler
- Jasmine Paolini (* 1996), Tennisspielerin